# وادي السلي
وادي السلي وادٍ يقع في منطقة الرياض بالمملكة العربية السعودية يبلغ طوله 103 كليومترات.

## مشروع وادي السلي
هو مشروع تأهيل وادي السلي من أجل إعادة ملامح وتحديد مسار الوادي، التي اندثرت نتيجة التطور العمراني السريع في العاصمة، وإعادته إلى طبيعته كمصرف لمياه الأمطار والسيول والحماية منها، وتمتد أعمال المشروع في المنطقة التي تقطع الرياض من مطارالملك خالد الدولي شمالًا إلى خشم العان جنوبًا على مساحة 176 مترا، حيث يتوقع أن يساهم المشروع في تصريف 40% من سيول الرياض. كما تشمل كذلك إعداد المنطقة كأكبر منتزهات العاصمة المفتوحة، وتضم حدائق ومسارات مخصصة للدراجات ومناطق ترفيهية وبحيرات وكهف عين هيت.